# Jan Barner
Jan Kryštof Barner (3. února 1643 Jičín – 25. dubna 1708 Kutná Hora) byl český římskokatolický kněz, jezuita, biblista, filolog, překladatel, kazatel a náboženský spisovatel.

## Život
Ve dvaceti letech vstoupil do jezuitského řádu v Brně (1663), následně pět let působil jako učitel humanitních předmětů, od roku 1668 do konce života jako spisovatel, kazatel a překladatel z němčiny, francouzštiny a latiny.
Patřil do řady velkých barokních protireformačních kazatelů-rétorů, připomínán však bývá zejména svou účastí na překladu Svatováclavské bible (spolu s Jiřím Konstancem a Matějem Václavem Šteyerem), jejíž vznik inicioval pražský arcibiskup Matouš Ferdinand Sobek z Bílenberka. Dílo představovalo úspěšné završení snahy o český katolický překlad latinské Vulgaty, překladatelé přihlédli i k textům Kralické a Benátské bible. Nový zákon vyšel v roce 1677, Starý zákon pak ve dvou dílech (1712 a 1715), tedy po Barnerově smrti. Přestože původní i přeložená Barnerova díla představuje zejména duchovní literatura (sbírky kázaní, postily, modlitby, biblické příběhy aj.), jeho překlady hospodářských příruček správce statků klementinské koleje jezuity Kryštofa Fischera (1611–1680) jsou právem považovány za významné texty barokní naukové literární tvorby.

## Dílo

### Spisy
- Summarie na všecka čtení a evangelia jak nedělní, tak i sváteční přes celý rok (1711)
- Všeho světa vojna, t. j. bedlivé a rozkošné rozmlouvání o boji rozumné duše (1634, 1660, 1675, 1706)

### Překlady

#### Díla přeložená z němčiny
- Pomoc svatého Anděla strážce aneb andělská dobrodiní, kteráž svatí Andělové strážcové po všecky časy lidem prokázali (1700)
- Georg Scherer: Kázání na nedělní evangelia (1704)
- Georg Scherer: Kázání na sváteční evangelia a umučení Páně (1724)
- Georg Scherer: Postilla (1704, 1724)

#### Díla přeložená z francouzštiny
- Nicolas Fontaine: Příběhy písemní starého i nového zákona s užitečnými výklady a naučeními svatých otců (1697,1777)
- Nicolas Caussin: Dvůr svatý aneb křesťanské naučení ve všelikých duchovních cvičeních a ctnostech proti ošemetným základům a pravidlům marných světákův (1700, 1705)

#### Díla přeložená z latiny
- Kryštof Fischer: Oko páně aneb dobře spořádané hospodářství (1706)
- Kryštof Fischer: Knihy hospodářské. 2 díly (2. díl vyšel roku 1705, 1. díl 1706)